# SOS
SOS (СОС) — международный сигнал бедствия в радиотелеграфной (с использованием азбуки Морзе) связи. Передача представляет собой последовательность «три точки — три тире — три точки», передаваемую без каких-либо межбуквенных промежутков (· · · - - - · · · о файле).
Таким образом, этот девятизнаковый набор представляет собой отдельную букву азбуки Морзе. Такие буквы, в случае изображения их в письменном виде, записывают с чертой поверх букв: SOS. Буквенное сочетание «S-O-S», связанное с этой буквой бедствия впоследствии, является произвольно выбранным из нескольких возможных буквенных или буквенно-числовых последовательностей, из которых может быть составлена эта девятизнаковая буква, поскольку данная последовательность удобна для запоминания. Часто расшифровывается как Save Our Souls/Save Our Spirits (спасите наши души), Save Our Ship (спасите наше судно), Swim Or Sink (плывите или утонем), Stop Other Signals (прекратите другие сигналы), а также «Спасите От Смерти» либо «Сигнал Особой Срочности». Такие выражения появились уже после того, как передача стала использоваться в международном применении.
В голосовой связи передача «SOS» не применяется, таким посылом бедствия служит слово «Mayday», повторённое трижды.

## История
Ещё до изобретения в начале 1890-х  годов радио, на морских судах уже применялось множество различных визуальных и аудиосигналов бедствия. Для этого использовались такие средства связи, как семафорные флаги, сигнальные огни и колокола. Радио (называвшееся тогда «беспроводным телеграфом») сначала использовало азбуку Морзе, систему, изначально разработанную для наземного проводного телеграфа. Когда на судах стали появляться радиостанции, появилась необходимость в стандартизации коммуникаций, но кооперация была затруднена национальными различиями и соперничеством между конкурирующими радиокомпаниями, такими как Marconi International Marine Communication Company, Telefunken и «Сляби-Арко».
В 1903 году в Берлине прошла Первая международная радиотелеграфная конференция. Процедурные вопросы были в то время вне обсуждения конференции, и хотя параграф IV протокола конференции, подписанного 13 августа 1903 года, и утверждал, что «станции беспроводного телеграфа, если это возможно, должны давать приоритет сигналам о помощи, получаемым от кораблей в море», стандартный сигнал не был утверждён.
Так как не было общих правил, отдельные организации разрабатывали собственные сигналы бедствия. Первым сигналом был CQD ( — · — · — — · — — · · ), утверждённый 7 января 1904 года «Циркуляром № 57» компании Marconi International Marine Communication Company, и предназначенный для судов, оборудованных её радиоаппаратами. Он представлял собой сигнал общего вызова всех станций CQ ( — · — · — — · —), к которому добавили букву D ( — · ·). Эту букву выбрали потому, что с неё начинается английское слово «danger» (опасность). К сочетанию CQD моряки быстро подобрали фразу «Come Quick, Danger» (приходите скорее, опасность).
Но так как этот сигнал использовался только на судах, оборудованных радиоаппаратами Marconi Co., его нельзя было назвать единым международным сигналом бедствия. Довольно часто призыв о помощи передавался без всякого сигнала бедствия. Так, 10 декабря 1905 года после сильного продолжительного шторма американский плавучий маяк «Нантакет» дал сильную течь, что грозило гибелью судну. Тем не менее на маяке имелась радиоустановка, и вскоре радиостанция в Ньюпорте приняла сообщение: «Помогите. Плавучий маяк Нантакет терпит бедствие. Вышлите помощь откуда угодно». Для спасения был выслан тендер «Азалеа», которому удалось снять с маяка экипаж. «Нантакет» затонул во время буксировки к берегу.
В 1906 году в Берлине состоялась Вторая Международная радиотелеграфная конференция. В её работе приняли участие представители двадцати девяти стран, в том числе Великобритании, Германии, России, США, Франции и Японии.
Основным вопросом повестки дня конференции было установление единого радиотелеграфного сигнала бедствия. Представитель Marconi Co. настаивал на утверждении в качестве единого международного сигнала CQD. Представители США резко возражали против этого, утверждая, что при передачах и приёме такого сигнала его часто путают с общим вызовом CQ. К тому же оба сигнала применялись и береговыми телеграфистами при авариях и несчастных случаях на железных дорогах. Конференция поддержала американских представителей, и было принято решение заменить CQD каким-нибудь другим, ясным и чётким сигналом.
Те же представители предложили принять сигнал Международного свода сигналов — двухфлажное сочетание NC, означающее «Терплю бедствие, нужна немедленная помощь». Но это предложение было отклонено.
При этом, наряду с системой сигналов, используемых фирмой Маркони, до 1906 года существовала также немецкая система дополнительных сигналов, использующаяся операторами германского радиотелеграфного монополиста — концерна «Телефункен», в состав которого входила компания «Сляби-Арко», производящая корабельные радиостанции. В апреле 1905 года Германия приняла протокол, согласно которому для особых ситуаций вводились три специальных дополнительных сигнала, назначением которых было привлечение внимания и создание режима радиотишины для обеспечения экстренного вызова. Сигналы принципиально отличались от всех прочих букв и символов кода Морзе. Эти сигналы не содержали букв, поскольку не имели межбуквенных интервалов, и при этом они содержали большое количество знаков, что позволяло выделить их из потока более коротких элементов азбуки Морзе, поскольку даже в случае, если сигнал принимался не с начала, то при нескольких повторах его вид определялся безошибочно. Самым длинным сигналом был сигнал бедствия Notzeichen (. . . — — — . . .), который состоял из девяти знаков: три точки — три тире — три точки (это вообще единственный сигнал с таким большим количеством знаков во всей системе Морзе). Это позволяло выделить Notzeichen в общем потоке сигналов — сигнал представляет собой самую длинную «букву». Кроме того сигнал имел симметричную структуру, удобную для распознавания. Именно этот сигнал был принят в качестве международного сигнала бедствия на конференции 1906 года. Он не имел буквенного наименования, и в протоколе конференции назван просто сигналом бедствия и сопровождается изображением в виде знаков кода Морзе (. . . — — — . . .) и разъяснением порядка действий в случае получения этого сигнала, который передаётся многократно с краткими промежутками (прекратить передачу всех иных сообщений и т. д.). Что касается буквенного обозначения SOS, то оно представляет собой мнемонический инструмент, также как и словесные смысловые наименования (Stop Other Signals, Save Our Souls и т. д.). Поскольку Notzeichen не содержал в себе никаких межбуквенных интервалов, то он может быть условно представлен в виде большого числа буквенных комбинаций — от трёхбуквенных до девятибуквенных. Это могут быть комбинации VTB, IJS, VGI, SMB, SOS, IAGI, IATNI, EEETTTEEE и т. д. Комбинация SOS имеет преимущества с точки зрения мнемоники, но она не является эквивалентом сигнала (. . . — — — . . .) и в записи может использоваться только в качестве условного символа, своего рода бэкронима, позволяющего использовать буквы в документах. Важно, что буквенная запись сигнала бедствия в официальных или учебных документах по радиотелеграфии и морскому делу имеет вид SOS (с чертой наверху), это означает, что сигнал передаётся без межбуквенных интервалов. Если бы сигнал был записан VTB или EEETTTEEE, это не было бы ошибкой и не изменило бы процесс передачи. В 1910 году, когда сигнал (. . . — — — . . .) уже был общепризнанным международным, в американских газетах его называли S5S, поскольку в американском варианте морзянки три тире (— — —) означали цифру 5. Мнемоническая конструкция SOS оказалась наиболее стойкой, как и некоторые сопутствующие ей словосочетания, такие как Save Our Souls (в перевод с англ. — «Спасите наши души»). У русских моряков для толкования сигнала использовалась мнемоника «Спасите От Смерти».
По подписанной 3 ноября 1906 года в Берлине Международной Радиотелеграфной Конвенции единым сигналом бедствия для радиосвязи на море был установлен сигнал (. . . — — — . . .) Радиостанции стран, подписавших конвенцию, должны были принимать его с судов вне всякой очереди. С введением этого сигнала отменялись все другие сигналы бедствия частных фирм.
Надо заметить, что в практике радиообмена сигнал SOS не передавался сам по себе, а входил в обязательную группу сигналов, которую передавал радист или автоматический аварийный передатчик, которым комплектовалось любое судно. Эта группа состояла из следующих знаков: сигнала общего вызова CQ, передаваемого 3 раза, DE — (это Я) представление, затем шёл позывной судна, затем сигнал SOS, передаваемый 3 раза, затем широта и долгота судна, и наконец 2 тире длительностью по 12 секунд для пеленгования.
С 1 февраля 1999 года решением Международной морской организации сигнал (. . . — — — . . .) заменён автоматизированной системой оповещения о бедствии — GMDSS. В связи с этим значение сигнала «SOS» уменьшилось, хотя он по-прежнему может применяться.

## Первое использование
Существует распространённое заблуждение, что впервые в истории сигнал SOS был подан с терпящего бедствие «Титаника» в ночь на 15 апреля 1912 года, в 00:45. В действительности этот случай был по меньшей мере восьмым по счёту.
Многие источники утверждают, что впервые сигналом SOS воспользовался пароход «Славония», налетевший на рифы у Азорских островов 10 июня 1909 г. Но тогдашние газеты сообщали, что со «Славонии» передавали CQD.
Первое достоверно известное использование сигнала SOS приходится на 11 августа 1909 года, когда американский пароход «Арапахо» потерял ход и задрейфовал по пути из Нью-Йорка в Джэксонвилл. Сигнал был принят станцией Объединенной компании беспроволочного телеграфа (United Wireless Telegraph Company) на острове Хаттерас в Северной Каролине и перенаправлен в офисы пароходной компании.
4 февраля 1910 г. пароход «Кентукки», следовавший из Нью-Йорка в Такому, получил сильную течь в районе Вирджиния Кейпс и передал SOS. Сигнал приняли на борту судна «Аламо», которое и поспешило на помощь.
13 мая 1911 года в тумане у мыса Чарльз (Виргиния) столкнулись пароходы «Мерида» и «Адмирал Фаррагут». Прежде чем «Мерида» затонула, с неё успели передать SOS. На сигнал бедствия откликнулся пароход «Гамильтон» и подобрал людей с «Мериды».
30 июля 1911 г. подал SOS канадский крейсер «Ниобея», столкнувшийся с берегом в тумане у берегов Новой Шотландии.
28 августа 1911 г. пароход «Лексингтон» попал в ураган вблизи устья реки Эдисто у берегов Южной Каролины. Радиоустановка была повреждена ветром, 16-летний радист Джек Шитц (Jack Sheetz) забрался на мачту, восстановил связь и передал SOS. На помощь прибыло судно «Ямакро» («Yamacraw»).
3 декабря 1911 г. у побережья Виргинии столкнулись угольщик ВМС США «Стерлинг» и пароход «Дороти». Капитан «Стерлинга» приказал передать SOS, но сумел безопасно посадить повреждённое судно на мель у мыса Генри. Сигнал бедствия услышали на нескольких гражданских и военных судах.
9 апреля 1912 года SOS поступил с каботажного судна «Онтарио», шедшего из Балтимора в Бостон — на борту возник пожар. Реальной опасности для людей не было, но несколько буксиров и катеров приготовились снять с «Онтарио» пассажиров.